# Avia BH-33
Die Avia BH-33 ist ein tschechoslowakisches Doppeldecker-Jagdflugzeug aus dem Jahr 1927. Das Flugzeug wurde von Pavel Beneš und Miroslav Hajn konstruiert.

## Entwicklung
Der Prototyp der Avia BH-33 wurde 1927 fertiggestellt. Es war die letzte Konstruktion von Beneš und Hajn für die Firma Avia. Das Flugzeug war eine Weiterentwicklung der Avia BH-21J, die mit einem Bristol-Jupiter-Sternmotor ausgerüstet war. Die BH-33 war die erste Konstruktion von Beneš und Hajn, die von Anfang an Ruder und Seitenflosse vorsah. Bis dahin galten die flachen Seiten des auslaufenden Rumpfes als ausreichender Ersatz für die Heckflosse. Die untere Tragfläche des Doppeldeckers wies eine größere Spannweite auf. Das Flugzeug hatte ein konventionelles Fahrwerk mit Hecksporn.
Die tschechoslowakischen Luftstreitkräfte übernahmen von der am Heck modifizierten Serienausführung einige Flugzeuge. Die polnische Firma PWS erwarb 1928 eine Lizenz und baute 50 Flugzeuge mit der Bezeichnung PWS-A. Belgien kaufte drei Exemplare der BH-33.

## Varianten
BH-33E
1929 erfolgte eine Neukonstruktion. Beim Pariser Salon Aéronautique stellte Avia das veränderte Flugzeug aus. Der Rumpf hatte eine Stahlrohrkonstruktion mit einem elliptischen Querschnitt bekommen. Das Fahrwerk hatte nun geteilte Achsen und war V-förmig.
Die tschechoslowakische Luftwaffe bestellte einige Maschinen, die die Bezeichnung B.33 trugen. Je drei Maschinen wurden an die UdSSR, an Belgien und an Jugoslawien geliefert. Die Firma Ikarbus baute weitere 22 Flugzeuge (BH-33E-SHS mit IAM-K9-Motor) in Lizenz für Jugoslawien.
Neben dem Bristol-Sternmotor Jupiter VI testete Avia auch den Jupiter VII mit Kompressor.

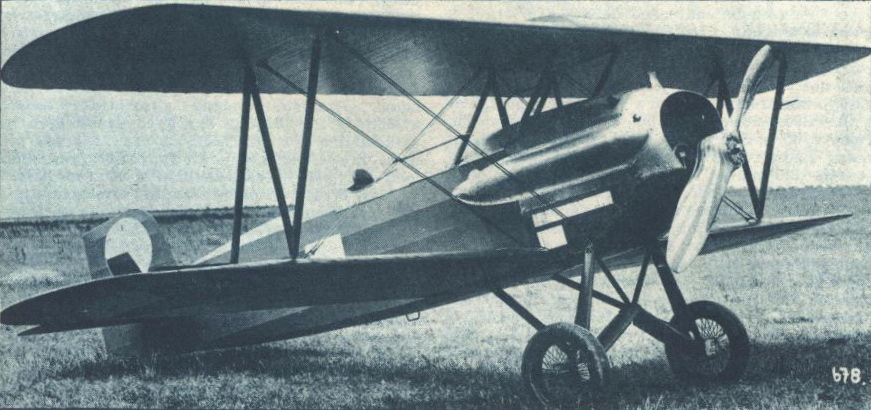
BH-33L
Das Flugzeug war eine verbesserte BH-33E mit größerer Spannweite und einem W-Motor Škoda-L (einem in Lizenz gefertigten Hispano-Suiza 12Gb) mit einer Leistung von 373 kW (ca. 510 PS). Avia baute insgesamt 80 Maschinen, die unter der Bezeichnung Ba.33 bis zum Ende der 1930er-Jahre zur Standardausrüstung verschiedener Regimenter der tschechoslowakischen Luftwaffe gehörten.
BH-133
Dies war ein Versuchsflugzeug, von dem 1930 nur ein Exemplar gebaut wurde. Basis war die BH-33E. Das Flugzeug war mit einem Sternmotor Pratt & Whitney Hornet mit einer Leistung von 391 kW (ca. 530 PS) ausgerüstet. Der verwendete Motor war eine Lizenzproduktion von BMW.

## Militärische Nutzer
Belgien

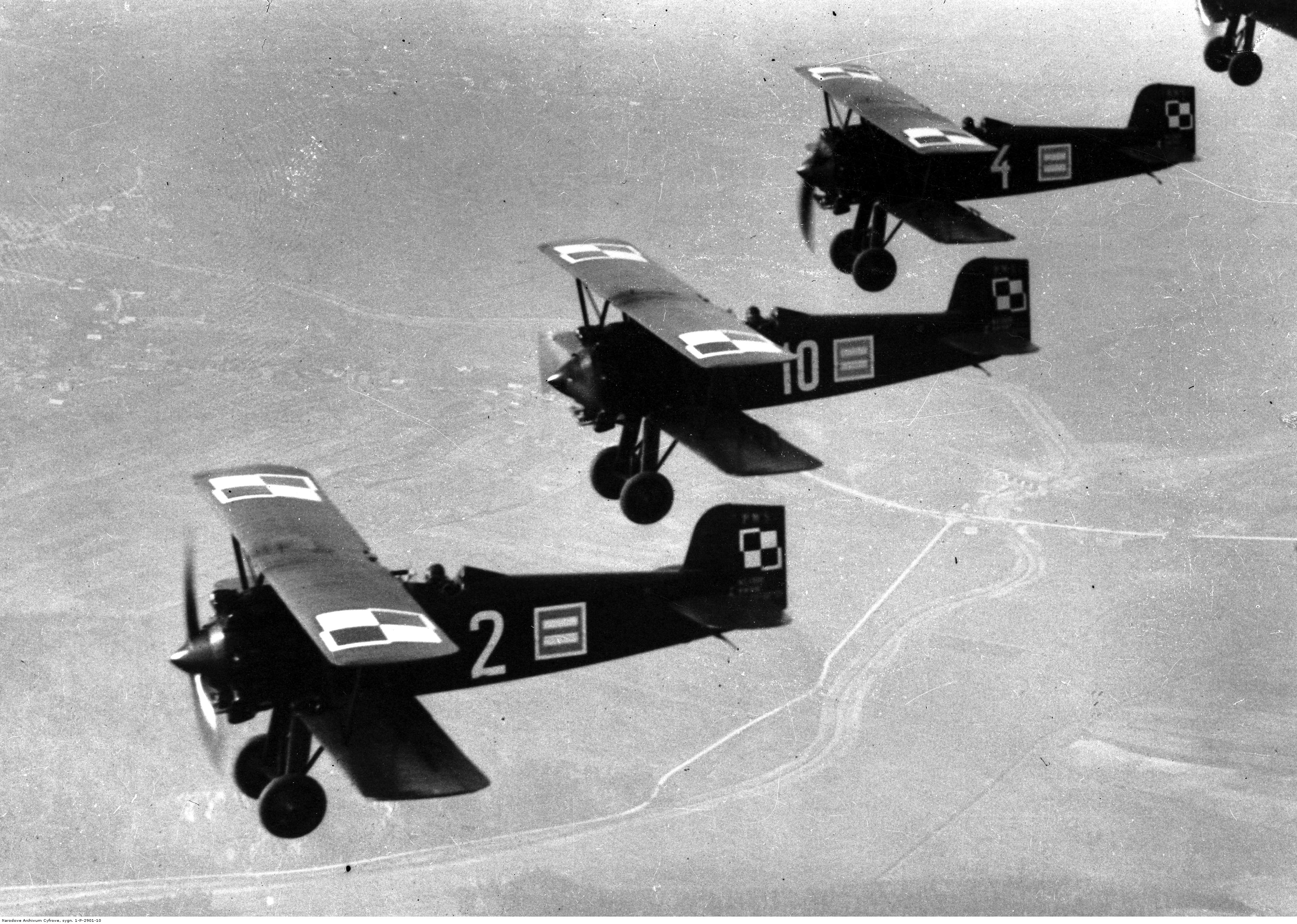
Polnische Lizenzbauten PWS-A

- Belgische Luftstreitkräfte: 3 × BH-33-1

 Griechenland
- Griechische Luftstreitkräfte: 5 BH-33E-SHS aus jugoslawischer Produktion

 Jugoslawien
- Königlich jugoslawische Luftwaffe

 Polen
- Polnische Luftstreitkräfte: 1 BH-33 und 50 PWS-A-Lizenzbauten

 Slowakei
- Slowakische Luftwaffe

 Sowjetunion
- Luftstreitkräfte der Sowjetunion: 2 oder 3 für Tests gekauft

 Tschechoslowakei
- Tschechoslowakische Luftstreitkräfte

 Unabhängiger Staat Kroatien
- Luftwaffe des unabhängigen Staats Kroatien

## Technische Daten

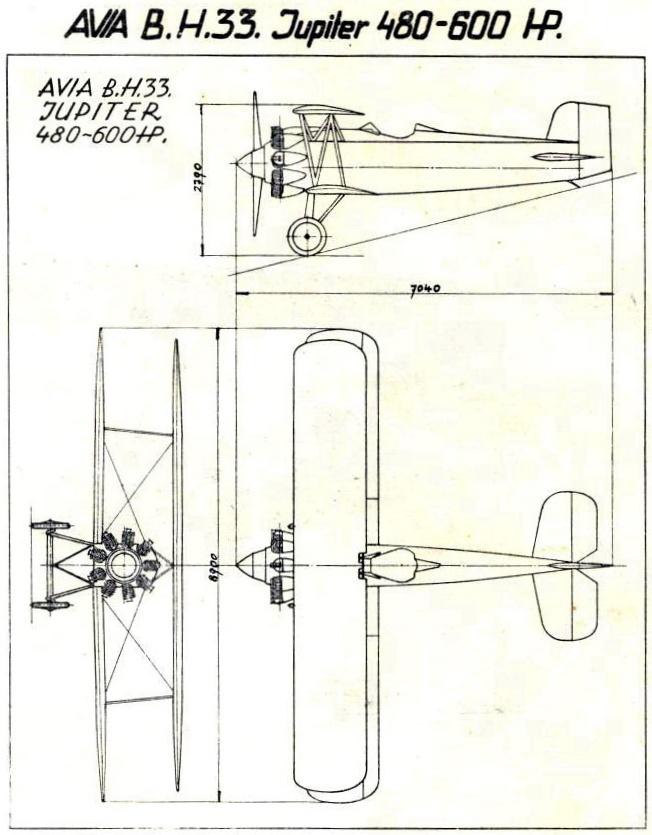
Dreiseitenriss

| Kenngröße             | Daten                                            |
| --------------------- | ------------------------------------------------ |
| Besatzung             | 1                                                |
| Länge                 | 7,04 m                                           |
| Spannweite            | 8,90 m                                           |
| Höhe                  | 2,79 m                                           |
| Flügelfläche          | 22,20 m²                                         |
| Leermasse             | 830 kg                                           |
| Höchstgeschwindigkeit | 285 km/h                                         |
| Reichweite            | 450 km                                           |
| Triebwerk             | ein Sternmotor Bristol Jupiter VI, Lizenz Walter |
| Leistung              | 405 kW (ca. 550 PS)                              |
| Bewaffnung            | zwei starre, synchronisierte 7,7-mm-MG           |